# Trauma (Medizin)
Als Trauma (Plural Traumata oder Traumen; von altgriechisch τραῦμα ‚Wunde‘) oder Verletzung bezeichnet man in der Medizin und der Biologie eine Schädigung oder Verwundung lebenden Gewebes, die durch Gewalteinwirkung von außen entsteht. Physikalisch gesehen wird ein Trauma durch einen plötzlichen Energietransfer oder den plötzlichen Entzug von Wärme oder Sauerstoff ausgelöst, die Energie kann mechanisch (z. B. durch Unfall), thermisch (Verbrennung), elektrisch, chemisch oder durch Strahlen auf den Körper einwirken. Während „Trauma“ das gesamte Verletzungsgeschehen umfasst, wird für eine Einzelverletzung auch der Begriff „Läsion“ verwendet. Die Lehre der Verletzungsarten und deren Behandlung wird als Traumatologie bezeichnet.
Im übertragenen Sinne werden in Medizin und Psychologie auch schwere seelische Verletzungen als Traumata bezeichnet (ICD-10 F43.1). Das Adjektiv „traumatisiert“ wird vorwiegend in diesem psychischen Zusammenhang verwendet. Störungen, die nach einem Trauma auftreten, werden als posttraumatisch bezeichnet, beispielsweise die posttraumatische Arthrose, der mit Veränderungen der Ausschüttung endokriner Hormone verbundene posttraumatische Stoffwechsel oder die posttraumatische Belastungsstörung.
Die körperlichen Verletzungen schädigen den Betroffenen nicht nur durch die direkte Gewebsverletzung (Wunde, Gewebszerstörung, Knochenbruch), sondern haben auch indirekte Auswirkungen auf den Gesamtorganismus. So können aus dem Blutverlust oder durch aus dem Zellverbund herausgelöste Zellen eine Fettembolie, eine Crush-Niere bzw. eine Freisetzung von Gewebshormonen entstehen.
Den posttraumatischen Stoffwechsel oder „Postaggressionsstoffwechsel“ (ein durch Stress bzw. metabolischen Stress nach Traumen oder operativen Eingriffen (Operationstraumen) hervorgerufenes Adaptationssyndrom) haben Karl-Heinz Altemeyer und Mitarbeiter 1984 (ähnlich wie es schon ab 1930 David P. Cuthbertson und ab 1946 Hans Selye sowie zwischen 1940 und 1960 Francis Daniels Moore es taten) in Stadien oder Phasen unterteilt:
- Akutphase (bis zu 24 Stunden nach einem schweren Trauma, etwa einem Polytrauma,[8] aber auch bei Sepsis, Verbrennung und kardiogenem Schock, genannt auch „Aggressionsphase“): Dominanz der Katecholamine (erhöhte Adrenalin- und Noradrenalinspiegel), Suppression der (anabolen) Insulinsekretion, vermehrte (katabole) antiinsulinäre Hormone (Anstieg von Glukagon, Kortisol und Wachstumshormon); Phase des absoluten Insulinmangels und erhöhter Energieumsatz zur akuten Bereitstellung von Energie mit maximaler Stimulation von Glykogenolyse und Lipolyse (Fettabbau) sowie gesteigerter Glukoneogenese und (vor allem in der Muskulatur) Proteolyse (veraltet „Eiweißzerfall“[9]).[10] Eine Ernährungstherapie ist hier in den meisten Fällen noch nicht sinnvoll.
- Übergangsphase (bei leichteren Traumen oder nach mittelschweren operativen Eingriffen die Anfangsphase, genannt auch „Postaggressionsphase“): Rückkehr der Stimulierbarkeit von Insulin bei weiterhin erhöhten antiinsulinären Hormonen und noch unzureichender Insulinsekretion (Phase des relativen Insulinmangels)
- Reparationsphase (nach Tagen, mehrere Wochen): Dominanz des wieder normal reagierenden Insulins bei normalisierten Werten der antiinsulinären Hormone, verlorengegangenes Muskelprotein wird wieder aufgebaut (Anabolie) und eine Ernährungstherapie ist nun in vollem Umfang möglich.

Häufige Symptome eines psychischen Traumas sind unter anderem Orientierungsverlust, Sprachschwierigkeiten, Hilflosigkeit, Versagensängste, Veränderung des Sprachbildes, Niedergeschlagenheit, Desinteresse, Gereiztheit, Aggression, Rücksichtslosigkeit und Gedächtnislücken.

## Unterteilung
Unter einem Monotrauma versteht man eine nicht lebensbedrohliche Einzelverletzung.
Ein Barytrauma (von griechisch βαρύ bary, deutsch ‚schwer‘ und trauma ‚Wunde‘) ist eine schwere, lebensbedrohliche Einzelverletzung, z. B. ein Schädel-Hirn-Trauma. (Damit nicht zu verwechseln ist das Barotrauma, das durch eine plötzliche Druckänderung entstehen kann, z. B. im Tauchsport bei zu schnellem Auftauchen.)
Von einem Polytrauma spricht man in schweren Fällen einer Mehrfachverletzung, die mehrere Körperregionen oder Organe betrifft.
Verletzungen können auch danach unterschieden werden, ob sie absichtlich oder unabsichtlich erfolgen. Unabsichtliche Verletzungen können u. a. die Folge eines Verkehrsunfalls, eines Sportunfalls, eines Tierbisses oder eines Sturzes sein, während absichtliche Verletzungen durch Gewaltverbrechen, Krieg oder Suizid entstehen können. Außerdem kann zwischen stumpfen und penetrierenden Traumen unterschieden werden, letztere sind u. a. Schuss-, Stich- und Pfählungsverletzungen.

## Epidemiologie
Im Jahr 2010 starben weltweit 5,1 Millionen Menschen an den Folgen von Verletzungen, das ist einer von zehn Todesfällen. Dabei entfielen 89 % der Toten auf Länder mit einem niedrigen bis mittleren Durchschnittseinkommen. In Ländern mit einem hohen Durchschnittseinkommen sind Verletzungen nur bei 6 % der Todesfälle ursächlich. Generell sind junge Menschen und Männer deutlich häufiger betroffen; mehr als die Hälfte aller Todesfälle durch Verletzungen (52 %) betrifft Männer im Alter von 10 bis 25 Jahren.
Durch unabsichtliche Verletzungen wurden 2010 3,5 Millionen Menschen getötet (69 %), wobei Verkehrsopfer am häufigsten waren (540.000, 28 % aller Unfalltoten), gefolgt von Stürzen (0,5 Mio., 11 %), Ertrinken (350.000, 7 %) und Hitzeeinwirkung (Verbrennungen, Feuer, Verätzungen; 340.000, 7 %). Durch Naturkatastrophen wurden im Jahr 2010 weltweit 200.000 Menschen getötet (4 %), durch Selbstverletzungen 880.000 (17 %), durch Gewalt 460.000 (10 %) und durch Kriege 18.000 (<1 %).
Amerikanische Traumazentren und die Forschergruppe um Martin Allgöwer in Basel waren Vorreiter des modernen Trauma-Managements in den 1970er Jahren. Seither ging, auch durch Vorverlagerung der intensivmedizinischen Behandlung in die präklinische Phase, die Mortalität bei Polytrauma von über 60 % auf unter 30 % zurück.